# بحيرة قستورية
بحيرة قستورية هي بحيرة تقع في مقاطعة قستورية في مقدونيا شمال غرب اليونان . تقع في حوض طبيعي محاط بالجبال وهي بقايا بحيرة ميوسينية قديمة ضخمة بلغت مساحتها 164 كيلومترًا مربعًا وعلى عمق 50 مترًا. تقع البحيرة على ارتفاع 630 مترًا، وتغطي مساحة قدرها 28 كيلومترًا مربعًا، ويبلغ طول ساحلها 34 كيلومترًا. يصل أقصى عمق للبحيرة نحو 9 أمتار ومتوسط العمق 4.5 متر.